# 능력
능력(能力)은 일을 감당해 낼 수 있는 힘을 말하고 영어로는 스킬(skill) 또는 어빌리티(ability)라고도 한다.
사람들은 현대 경제에 기여하기 위해서는 여러 가지 능력이 필요하다. 인재개발협회(ASTD)와 미국노동부 연구에 따르면 기술을 통해 작업 공간은 변화하고 있으며 직원들이 그에 따라 변화해야 하는 16가지 기본 능력을 식별하였다. 이 능력들은 기술, 인간, 개념으로 분류된다. 처음 2개는 하드 스킬(hard skill)과 소프트 스킬(soft skill)로 각각 대체하여 이야기할 수 있다.

## 능력의 계층

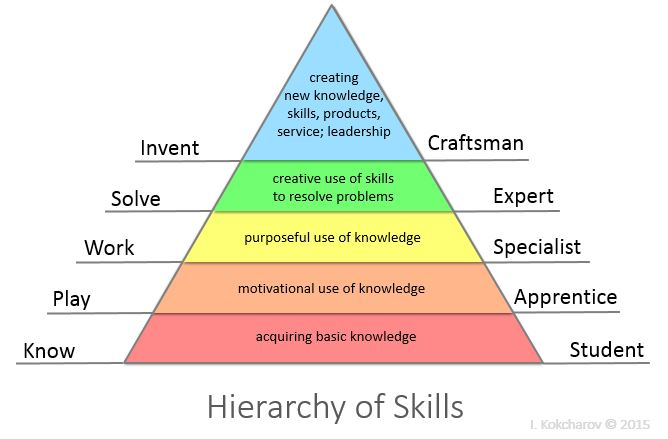
능력의 계층

능력은 전문성, 동기(motivation)의 단계에 기반을 둔다. 가장 높은 단계는 수공예가이다. 사람들 중 약 2%만이 가장 높은 단계에 도달한다.

## 소프트 스킬
소프트 스킬은 사람의 스킬, 사회적 스킬, 의사소통 스킬, 성격 또는 성격 특성, 태도, 경력 속성, 사회 지능 및 감성 지수 등의 조합으로 사람들이 환경을 탐색하고 다른 사람들과 일을 잘 할 수 있도록 한다. 네이버 지식백과에서 '소프트 스킬'을 정의한 바에 따르면 소프트 스킬이란 기업 조직 내에서 커뮤니케이션, 협상, 팀워크, 리더십 등을 활성화할 수 있는 능력을 뜻한다. 최근에는 바람직한 경영리더로서 실행력, 창의성, 리더십, 뚜렷한 목표의식, 대인관계, 비전 등 소프트 스킬을 갖춘 인재와 그 교육 방침이 강조되고 있다.

## 같이 보기
- 통신
- 탈숙련화